# Kx Systems
KX是一家数据分析软件开发和供应商，隸屬於在AIM上市的科技和服务集团FD Technologies（LON: FDP （页面存档备份，存于））。KX的核心產品是KX Insights平台，基於專用的時序數據庫kdb+和編程語言q開發。Kdb+專為實時數據攝取、分析和存儲大量結構化數據而優化，在STAC Research基準測試中創造了多個紀錄。Kdb+被廣泛應用於華爾街投資銀行的金融建模和數據分析，以及能源、电信、政府和其他行业。
该公司成立于1993年，由珍妮特·拉斯特加滕（Janet Lustgarten）和電腦科學家亚瑟·惠特尼（Arthur Whitney）共同创立。惠特尼是K语言的开发者。2014年，First Derivatives将其持股比例升至65％，并将数据库拓展至零售、制药和公用事业领域。2018年，FD Technologies（原First Derivatives）宣布计划收购KX的剩餘股份。KX在纽约、伦敦、爱尔兰、德国、澳大利亚、新加坡、东京和香港设有办事处。

## 概述
1993年，惠特尼和拉斯特加滕联合推广由惠特尼创建的k编程平台。在此之前，惠特尼曾在摩根士丹利開發了A+语言和其他交易系统。 该软件旨在金融服务计算机系统中访问和探索大数据。 最初，Kx Systems与瑞士全球金融服务公司瑞银集团签订独家合同，向其提供K语言。1998年，瑞银集团合同到期後，公司推出了kdb+数据库。惠特尼开发了一个名为q的新语言作为kdb+的一部分，与k协同工作并使用英文关键字。
1999年，该公司与位于北爱尔兰的公司First Derivatives达成了营销协议。Kx Systems於2002年在曼哈顿开设办事处，於2003年在德国和日本开设办事处，並於2009年在香港开设办事处。2014年，First Derivatives收购了Kx Systems的65%股份，並將Kdb+應用於其他数据驱动行业。Kx Systems还与股票交易平台 IEX Group Inc.合作进行实时市场监测，可用于监测内幕交易等行为。
为了展示Kdb+在金融领域以外的應用，Kx与阿斯顿马丁红牛车队建立了合作伙伴关系，并成为NASA的Frontier Development Lab技术供应商。截至2019年，Kdb+可通过亚马逊云计算服务（AWS）市场作为按需解决方案提供。
2018年7月，FD Technologies收购了KX Systems尚未持有的所有剩余股份。KX Systems的联合创始人惠特尼和拉斯特加滕随后创立了Shakti。
2021年3月，KX Insights，一個利用kdb+引擎能力的雲端原生串流分析平台，正式上線。KX Insights使使用者能夠利用SQL、Python和Q等多種語言，在雲端進行高效能的資料分析。到了2022年3月，KX Insights與Microsoft Azure形成了一個關鍵的夥伴關係，將該平台原生地嵌入到Azure作為一項服務。2023年5月，KX Insights在Amazon FinSpace上提供為完全管理的服務，Amazon FinSpace是為金融業設立的資料管理和分析服務。
2023年8月，KX Systems 宣佈了KDI.AI，這是一個擴展了kdb+並整合AI能力的向量數據庫。KDB.AI是一種支持高性能生成AI和語義搜尋應用的多模型向量數據庫，它能夠與各種大型語言模型（LLMs）和機器學習工作流程進行整合，例如GPT-4，Bard，LLaMA等。

## Fusion项目
截至2018年中期，Kx推出了「Fusion」專案，旨在擴大kdb+的接口選項。 這些選項包括：
- Python
- Java
- R
- Kafka
- Jupyter
- C♯